# Baga de l'Om
La Baga de l'Om és una obaga del terme municipal de Monistrol de Calders, al Moianès.
Està situada en el sector sud-oriental del terme, a ponent del lloc on hi hagué la masia de l'Om, al sud-oest de Trullars. La Roca Raor és a llevant de la Baga de l'Om. Queda a la dreta del torrent de l'Om i al sud-est del Serrat de les Serveres. S'hi origina, i en davalla cap a ponent, el torrent de la Baga de l'Om.